# Janusz Przewłocki

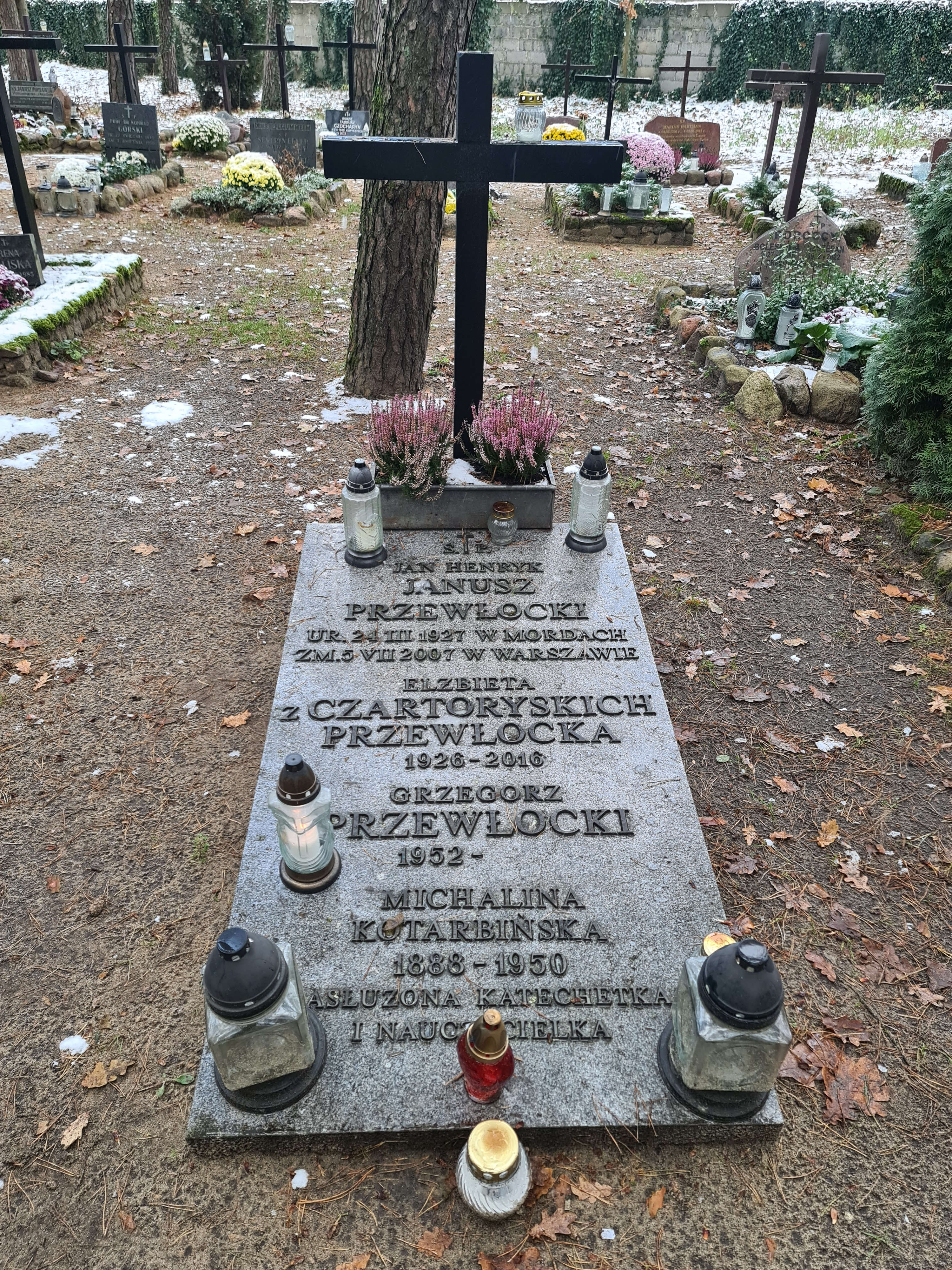
Grób Janusza Przewłockiego i jego rodziny na cmentarzu leśnym w Laskach

Jan Henryk Janusz Przewłocki (ur. 24 marca 1927 w Mordach, zm. 5 lipca 2007 w Warszawie) – polski inżynier, nauczyciel, wydawca, kolekcjoner i bibliofil, działacz opozycji demokratycznej w PRL-u.

## Życiorys
Syn Henryka Przewłockiego (1884–1946) i Karoliny Marii Hutten-Czapskiej (1891–1967), brat Henryka M. Przewłockiego, wnuk Konstantego Przewłockiego, prawnuk Emeryka Hutten-Czapskiego i Friedricha Thuna. W czasie II wojny światowej walczył w AK. Po wojnie pracował w Instytucie Wydawniczym „Pax”. W 1951 poślubił Elżbietę Czartoryską z Konarzewa.
Współpracował z „Kulturą” paryską. Związany z opozycją demokratyczną, redaktor „Biuletynu Informacyjnego” Komitetu Obrony Robotników (redaktor rubryki pt.: „Kościół i wierni”). Internowany 13 grudnia 1981. W latach 80. był członkiem Zarządu Głównego Polskiego Towarzystwa Wydawców Książek.
Pod koniec 1987 był współtwórcą Archiwum Wschodniego. Później był działaczem Związku Sybiraków, po reaktywacji związku pierwszy zastępca prezesa Zarządu Głównego, i twórcą Komisji Historycznej Związku. Utworzył i redagował serię książkową „Wspomnienia Sybiraków".
Znawca starej fotografii polskiej. Stworzył niepowtarzalny, wielotysięczny zbiór fotografii polskiej arystokracji i ziemiaństwa, których fragment był prezentowany na wystawie „Wokół pałacu i dworu. Świat ocalony w kolekcji Janusza Przewłockiego” w Domu Spotkań z Historią w 2007 r. Fragment kolekcji znalazł się również w edycji książkowej wydawnictwa „Karta” pt. „Wokół dworu i pałacu. Z kolekcji Janusza Przewłockiego”.
W 2006 został odznaczony Krzyżem Oficerskim Orderu Odrodzenia Polski (w 30. rocznicę powstania KOR).
Pochowany na cmentarzu leśnym w podwarszawskich Laskach.